# Černínská jízdárna
Bývalá Černínská jízdárna je barokní budova stojící na Loretánském náměstí č. 8 v Praze 1-Hradčanech, v těsném sousedství pražské Lorety. V současnosti v objektu sídlí hotel Loreta. 

## Historie

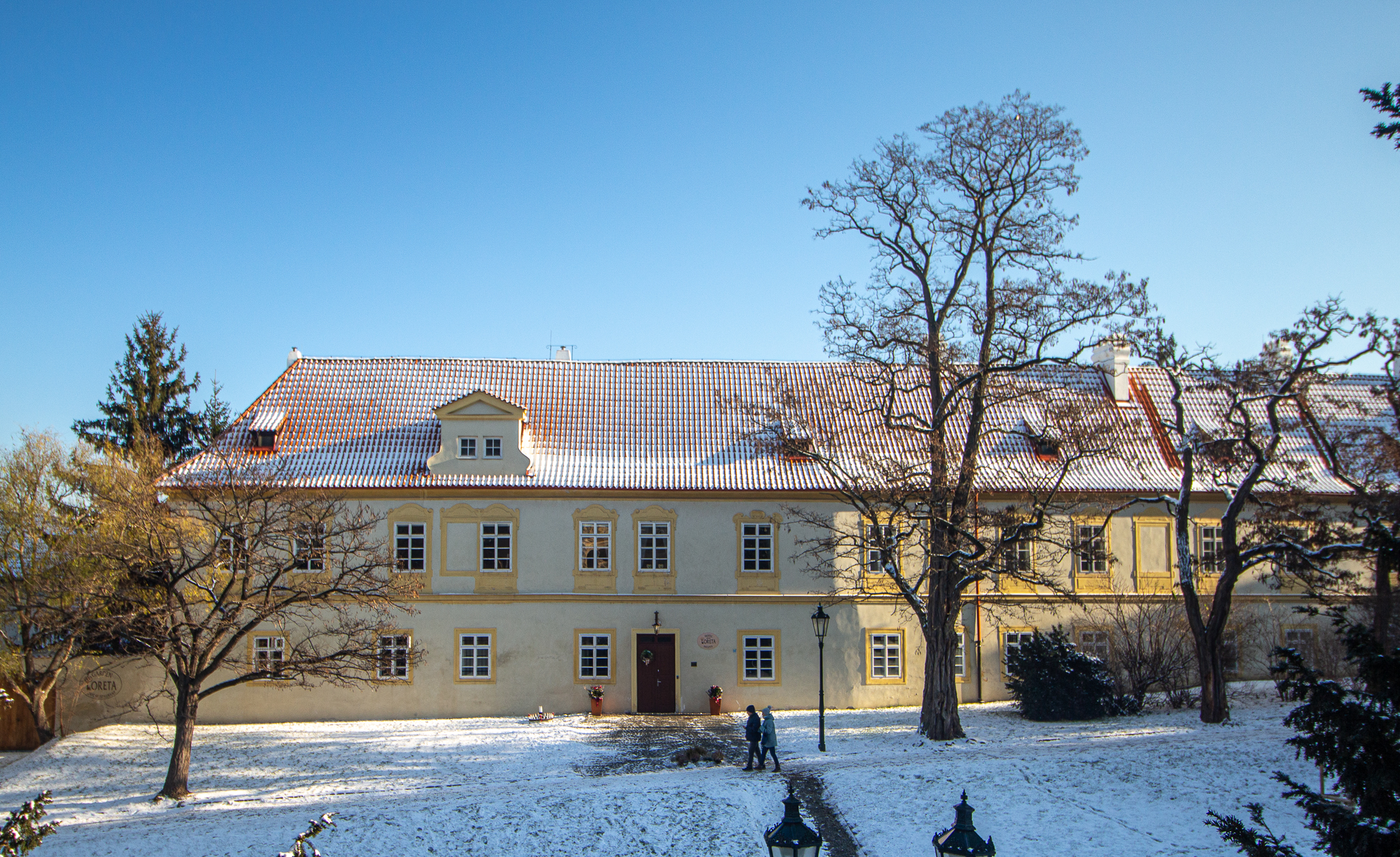
Loretánské náměstí, Černínská jízdárna

Barokní budova Černínské jízdárny stojí na místě několika středověkých domů. Původní gotický dům, který zde stál byl postaven roku 1384 a jeho majitelem byl kamenický mistr Michael Parléř, bratr stavitele svatovítské katedrály Petra Parléře. Dům však byl pobořen za husitských nepokojů a pozemky se zbytky původní zástavby posloužily jako parcela k výstavbě nových domů.
Při požáru Malé Strany a Hradčan v roce 1562 byl spolu s mnoha dalšími nový dům zničen. Následně bylo spáleniště rozděleno na tři částí a prodáno tamním měšťanům. Pozemek pozdější jízdárny koupil Jakub Menšík z Menštejna. Na pozemku byl postaven renesanční dům, který byl později upraven v barokním slohu a rod Černínů si zde zřídil jízdárnu s konírnami a zahradním sálem.
Objekt zakoupila v roce 1718 hraběnka Marie Markéta z Valdštejna, rozená Černínová z Chudenic pro svého bratra Františka Josefa. Ten zahájil celkovou přestavbu objektu. Návrhem byl pověřen hlavní Černínský stavitel František Maxmilián Kaňka a kamenické práce podle Kaňkova projektu provedl Domenico Rappa.
Ve 20. letech 18. století byla hotova stáj pro 16 koní, jízdárna a kočárovna. Přesné dispozice budovy však nejsou známy. V patře nad hospodářskou částí byly 4 byty, které sloužili pro služebnictvo Černínů, např. pokladníka, štafíře a další.

## Okolní budovy
- Pražská Loreta
- Černínský palác
- Loretánské náměstí